# Nódulo hemático
Os nódulos hemáticos são órgãos linfáticos muito peculiares encontrados em algumas espécies especialmente nos ruminantes, localizados ao longo dos vasos sanguíneos. São similares na sua arquitectura aos gânglios linfáticos mas são supridos por vasos sanguíneos não apresentado vasos linfáticos. São órgãos encapsulados, por tecido conjuntivo e algum tecido muscular liso, e têm um seio subcapsular. O tecido linfóide nodular e o tecido linfóide difuso estão envolvidos por seios comunicantes cheios de sangue numa rede de células, provavelmente células musculares lisas. Os nódulos hemolinfáticos contrariamente aos hemáticos, possuem vasos linfáticos. Os seus seios recebem uma mistura de sangue e linfa.